# Detektivbyrån

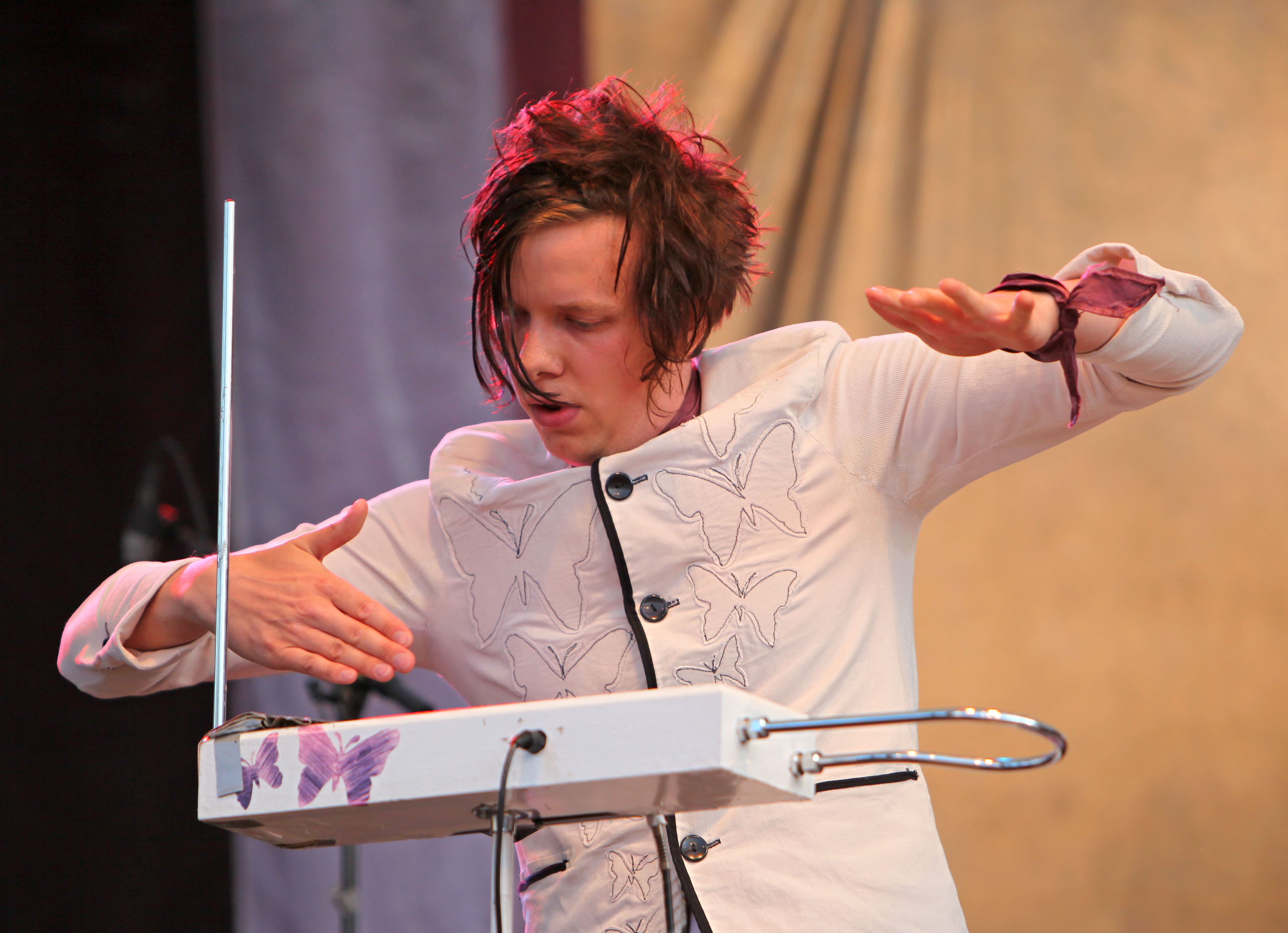
Martin Molin met de theremin.

Detektivbyrån was een popgroep uit het Zweedse Göteborg.
Hun muziek kenmerkte zich door op een basis van pop- en folkmuziek elementen van elektronica en psychedelische muziek te verwerken.
In 2005 trokken de broers Anders en Martin Molin samen met hun vriend Jon Nils Emanuel Ekström uit de provincie Värmland naar de stad Göteborg. In een geïmproviceerde studio verzorgde Martin de productie, mixen en opnames onder het label "Danarkia".
Het trio Detektivbyrån bracht in 2006 hun EP "Hemvägen" met zeven nummers uit. Hierop volgden veel concerten door Scandinavië, Duitsland en Verenigde Staten.
De groep werd niet versterkt met muzikanten, maar met helpers die hun ongebruikelijke muziekinstrumenten veilig konden vervoeren. Waaronder een “traktofon”, vibrafoon, theremin, glockenspiel, porseleinen speeldozen, drumcomputer, speelgoedpiano’s en trommels.
Begin 2008 namen zij het album "Wermland" op als een muzikale hommage aan hun eigen thuisland. 
Een nieuw album werd begin 2009 gepland, maar Jon Ekström verliet toen de formatie. Om hun creative uitwisselingen te bevorderen betrokken de broers aan de rand van Göteborg een appartement. Omdat zij op een geven moment toch niet meer op dezelfde muzikale lijn zaten, werd besloten in 2010 uit elkaar te gaan. 
Martin Molin opende daarna een studio in Göteborg en vervolgde daar zijn carrière met een soloproject en werd lid van de band Nåt för Alla van feministe Maud Lindström. In 2012 gingen Martin Molin en Marcus Sjöberg verder onder de naam Wintergatan. In 2014 bouwden zij het muziekinstrument de "Wintergatan Marble Machine", een knikkerorgel naar het principe van de Rube Goldbergmachine.

## Discografie
- 2006: Hemvägen EP (EP)
- 2007: Lyckans Undulat (Single)
- 2008: E18 (Verzamelalbum)
- 2008: Wermland (Album)